# Findlingspreis
Der Findling oder Findlingspreis war ein Filmpreis, welcher an Filmemacher für deren Regiearbeit verliehen wurde. Er wurde auf diversen nationalen und internationalen Festivals vom Verband für Filmkommunikation, dem Zusammenschluss kultureller Kinos und Filmklubs Ostdeutschlands, vergeben. Es erhielten weit über hundert Filmemacher diese Auszeichnung.

## Geschichte
Der Preis wurde erstmals 1982 auf Initiative der Filmklubs der DDR auf verschiedenen ostdeutschen Filmfestivals vergeben. Nach der Deutschen Wiedervereinigung gründete sich der Interessenverband Filmkommunikation, der Dachverband kultureller Kinos und Filmklubs, der seither den Preis vergibt. Er wurde zuletzt ausschließlich vertreten durch den Landesverband für Filmkommunikation Mecklenburg-Vorpommern.

## Spezifik
Das Besondere am Findlingspreis war, dass seine Dotierung auch an eine Tournee des ausgezeichneten Films mit dem Preisträger zu den Spielstätten des Landes gebunden wurde. Während der in der Regel zweiwöchigen Tournee wurde der Film gezeigt und das Werk der Filmschaffenden vorgestellt verbunden mit moderierten Filmgesprächen mit dem Regisseur, teils weiteren Filmbeteiligten wie Schauspielern oder Produzenten.
Ziel des Preises war es, Filmschaffende, Kinoschaffende und Publikum miteinander ins Gespräch zu bringen. Der Preis verstand sich laut Statuten als „moralische und ideelle Anerkennung von Werken, die in besonderer Weise zum Nachdenken und Hinsehen zwingen, deren Schöpfer es sich und dem Zuschauer nicht leicht machen und die in anerkennenswerter und unspektakulärer Gestaltung Themen aufgreifen, die bedenkenswert und des Auffindens wert sind“. Zeitweise, auf Festivals wie in Schwerin und Neubrandenburg, gab es lediglich dotierte Findlingsauszeichnungen. Sämtliche Kosten wurden vom Verband für Filmkommunikation, dem Zusammenschluss der kulturellen Kinos und Filmklubs getragen.
Der Preis selber bestand aus einem eingefassten Findlingsstein nebst Plakette und wurde vom Güstrower Bildhauer Peter Lewandowski gestaltet. Die Organisation lag jahrelang in den Händen von Jens-Hagen Schwadt und von Sven Eggers, welcher auch häufig die Filmgespräche führte.

## Festivals
Zu Zeiten der DDR wurde der Preis auf folgenden Festivals vergeben:
- Nationales Spielfilmfestival der DDR in Karl-Marx-Stadt (1982–1990)
- Nationales Festival des Dokumentarfilms der DDR in Neubrandenburg (1982–1989)
- Nationales Kinderfilmfestival Goldener Spatz in Gera (1983–1989)
- Internationale Dokumentar- und Kurzfilmwoche (nun: Internationales Leipziger Festival für Dokumentar- und Animationsfilm) in Leipzig (1983–1989)

Nach der Deutschen Wiedervereinigung wurde der Preis auf folgenden Festivals vergeben:
- der dokumentART Neubrandenburg (1992–2017)
- dem Filmkunstfest Mecklenburg-Vorpommern Schwerin (1991–2013)
- dem Filmfestival Cottbus (1991–2002)
- dem Film-Festival im Stadthafen Rostock/Junger deutscher Film (2004–2012)
- Internationales Leipziger Festival für Dokumentar- und Animationsfilm in Leipzig

2015 wurde der Preis das erste Mal auch im Ausland verliehen:
- Szczecin European Film Festival SEFF in Stettin, Polen (bis 2016).

## Weitere Auszeichnungen
Darüber hinaus wurde der Findling außerhalb der Reihe für folgende Persönlichkeiten oder Einrichtungen vergeben:
- 1985: Für das Gesamtschaffen: DEFA-Studio für Trickfilme
- 1986: Für das Gesamtschaffen zum 75. Geburtstag von Kurt Maetzig
- 1986: Für die Bezirksgemeinschaften Filmklubs Halle, Schwerin und Cottbus
- 1987: Für das Gesamtschaffen zum 70. Geburtstag von Fjodor Chitruk

## Ausgezeichnete Filmemacher (Auswahl)
- Aktan Abdykalykow
- Frank Beyer
- Jürgen Böttcher
- Jürgen Brauer
- Heinz Brinkmann
- Dietrich Brüggemann
- Ernst Cantzler[1]
- Kacper Czubak[2]
- Wiktar Nitschyparawitsch Daschuk
- Till Endemann
- Gunter Friedrich
- Saša Gedeon
- Roland Gräf[3]
- Leo Hiemer
- Dietmar Hochmuth
- Stefan Jäger
- Caterina Klusemann
- Eva Knopf[4]
- Volker Koepp
- Jan Jakub Kolski
- Viktor Kossakovsky
- Dimitri Kubasow
- Karsten Laske[5]
- Kirsi Marie Liimatainen
- Rolf Losansky
- Stefan Mehlhorn
- Helke Misselwitz
- Eoin Moore
- Dschingis Narynow
- Gitta Nickel
- Jan Peters
- Christian Petzold
- Mikko Piela
- Zofia Pręgowska
- Cristi Puiu
- Sascha Quade
- Jan Ralske
- Günter Rätz
- Egon Schlegel
- Hans-Christian Schmid
- Eduard Schreiber
- Igor Šterk
- Roland Steiner
- Audrius Stonys
- Horst Tappert
- Kurt Tetzlaff
- Tama Tobias Macht[6]
- Andres Veiel
- Bertram Verhaag[7]
- Andreas Voigt
- Peter Voigt
- Lothar Warneke
- Jan Zabeil
- Petr Zelenka
- Matthias Zuder